# 诺尔特古瓦哈蒂
诺尔特古瓦哈蒂（North Guwahati），是印度阿萨姆邦Kamrup县的一个城镇。总人口16131（2001年）。

## 人口
该地2001年总人口16131人，其中男性8607人，女性7524人；0—6岁人口1634人，其中男841人，女793人；识字率73.36%，其中男性为77.84%，女性为68.22%。